# Músculos da respiração
Os diversos músculos da respiração auxiliam tanto na inspiração quanto na expiração, o que requer mudanças na pressão dentro da cavidade torácica, através da alteração das dimensões da cavidade torácica.

## Músculos principais e acessórios da respiração
A inspiração é um processo ativo, feita pelos músculos intercostais externos e músculo diafragma. Já a expiração normal é um processo passivo,  na qual acontece a saída de ar pelo relaxamento desses mesmos músculos.
Músculos inspiratórios: Os principais são diafragma, os músculos intercostais externos, M. Esternocleidomastóideo, Mm. Escalenos (anterior, médio e posterior).
A função deles é produzir o aumento da caixa torácica. A contração do diafragma promove o descenso da parte inferior da caixa torácica, o que a expande no sentido vertical.
Os intercostais externos e músculos cervicais elevam a parte anterior da caixa torácica, alterando o ângulo das costelas e alongando a espessura ântero-posterior da caixa torácica.
A inspiração é um fenômeno ativo de expansão da caixa torácica, decorrente fundamentalmente da contração dos músculos inspiratórios, que constituem uma verdadeira bomba respiratória.
A inspiração forçada ocorre pelo recrutamento de músculos acessórios: músculos esternocleidomastóideo (elevação do osso esterno),  músculos serráteis anteriores (elevação das costelas) e músculos escalenos (elevação das primeiras costelas)
Músculos expiratórios: a expiração normal é feita de forma passiva pelo relaxamento dos músculos diafragma e intercostais externos. A expiração forçada é por ação dos M. reto abdominal, M. Oblíquo interno e oblíquo externo, M. Transverso do abdômen e os intercostais internos.
, que diminuem a caixa torácica elevando o musculo diafragma e fechando as costelas. Os abdominais "puxam" a caixa torácica para baixo reduzindo a espessura e forçam o deslocamento para cima do conteúdo abdominal, o que empurra também o diafragma para cima diminuindo o tamanho da cavidade torácica.
Os intercostais internos tracionam as costelas para baixo, diminuindo assim o tamanho do tórax.